# Podostemaceae
Podostemaceae es una familia de fanerógamas perteneciente al orden Malpighiales. Comprende unos 50 géneros y 250 especies de plantas acuáticas. 
Son plantas que se adhieren a las rocas y caídas de agua en los ríos. Se encuentran en regiones tropicales y subtropicales del mundo.  Muchas especies se encuentran en muy pequeñas áreas geográficas.

## Descripción
Son hierbas anuales o perennes, acuáticas, creciendo en rápidos y saltos de ríos, mayormente adheridas a piedras, sumergidas con inflorescencias emergentes, tallos frecuentemente taloides, usualmente ancladas al substrato; plantas hermafroditas. Hojas sumergidas, alternas o raramente verticiladas, sésiles y simples o pecioladas y pinnadamente compuestas; pecíolos, cuando presentes, teretes. Flores solitarias, pediceladas, pedicelo con o sin ápice ensanchado y cupuliforme, actinomorfas o raramente zigomorfas; perianto de 2–numerosos tépalos, en 1 o varios verticilos o en un lado de la flor, los tépalos reducidos a escamas o petaloides, libres o unidos en la base; estambres 1–numerosos, mayormente alternos con los tépalos, en 1 o 2 verticilos o en un lado de la flor, filamentos libres o unidos, anteras introrsas o extrorsas, basifijas o dorsifijas, abriéndose por hendeduras paralelas y verticales; carpelos 1–3, unidos, ovario súpero, adelgazado en la base o cortamente pediculado, raramente orientado oblicuamente en la flor,  estigmas iguales en número a los carpelos, placentación axial con 2–numerosos óvulos anátropos. Fruto una cápsula de paredes delgadas, emergente, elipsoide a globosa; semillas 2–numerosas, sin endosperma, embrión recto.

## Géneros
| - Angolaea - Apinagia - Butumia - Castelnavia - Ceratolacis - Cladopus - Cipoia - Crenias - Crenias - Dalzellia - Devillea - Diamantina - Dicraeanthus - Diplobryum | - Djinga - Endocaulos - Farmeria - Hydrobryopsis - Hydrobryum - Indotristicha - Jenmaniella - Lawia - Ledermanniella - Leiothylax - Letestuella - Lonchostephus - Lophogyne | - Macarenia - Macropodiella - Malaccotristicha - Marathrum - Monostylis - Mourera - Oserya - Paleodicraeia - Podostemum - Polypleurella - Polypleurum - Rhyncholacis - Saxicolella | - Sphaerothylax - Stonesia - Thelethylax - Torrenticola - Tristicha - Tulasneantha - Weddellina - Willisia - Winklerella - Zehnderia - Zeylandium |

## Sinónimos
- Marathraceae, Philocrenaceae, Tristichaceae.